# Emanuel von Purkyně
Emanuel von Purkyne (también, Purkinje (Praga, 17 de diciembre de 1832; Bělá, 23 de mayo de 1882 ) fue un botánico y meteorólogo checo, hijo del científico checo Jan Evangelista Purkinje. 
Fue profesor en la "Academia Forestal de Weisswasser". Es considerado como el fundador de la meteorología checa, ya que por su iniciativa se implantó, en Bohemia, una red de estaciones meteorológicas.
El parque de la plaza de Bělá fue plantado a principios del siglo XIX por los alumnos de la Escuela de Silvicultura de esa ciudad que contó con el profesor, el doctor Emanuel Purkyne, hijo del célebre naturalista Johannes Evangelista Purkinje.

## Honores

### Eponimia
- (Asteraceae) Hieracium purkynei Čelak.[1]
- La abreviatura «Purk.» se emplea para indicar a Emanuel von Purkyně como autoridad en la descripción y clasificación científica de los vegetales.[2]